# ブダシリ (忠順王)
ブダシリ（ラテン文字化：Budaširi、中国語: 卜答失里、? - 1439年）は、チンギス・カンの次男のチャガタイの子孫で、哈密衛（ハミル）の統治者。先々代のハミル王トクトの息子。『明実録』などの漢字表記は卜答失里。

## 概要
先代のハミル統治者メンリ・テムルは宣徳元年（1426年）に亡くなった。即位したばかりの宣徳帝は先代君主トクトが元々「忠順王」であったこと、またトクトの息子のブダシリが成長していることを考慮し、ブダシリを哈密忠順王に封じることを通達した。
しかし、宣徳3年（1428年）にはブダシリがまだ幼いという理由から、明朝は使者を派遣してメンリ・テムルの息子のトゴン・テムルを「忠義王」に任じた。これ以後、ハミルには「忠順王」と「忠義王」が並び立つこととなる。
その後もブダシリは定期的に明朝への朝貢を続けていたが、正統4年（1439年）に亡くなった。ブダシリの死後、忠順王位は息子のハリール・スルタンに引き継がれた。

## 哈密衛君主
1. 哈梅里王グナシリ（Unaširi,兀納失里/Kūnāshīrīکوناشیری）：在位1380年-1393年
2. 忠順王エンケ・テムル（Engke Temür,安克帖木児/Anka tīmūrانکه تیمور）：在位1393年-1405年
3. 忠順王トクト（Toqto,脱脱）：1405年3月-1411年3月
4. 忠義王メンリ・テムル（Mengli Temür,免力帖木児/Manglī tīmūr bāīrīمنگلی تیمور بایری）：在位1411年3月-1425年12月
5. 忠順王ブダシリ（Budaširi,卜答失里）：1425年12月-1439年12月
6. 忠義王トゴン・テムル（Toγon Temür,脱歓帖木児）：1427年9月-1437年11月
7. 忠義王トクトア・テムル（Toqto'a Temür,脱脱塔木児）：1437年11月-1439年
8. 忠順王ハリール・スルタン（Khalīl Sulṭān,哈力鎖魯檀）：1439年12月-1457年8月
9. 忠順王ブレゲ（Bürege,卜列革）：1457年9月-1460年3月
10. 忠順王バグ・テムル（Baγ Temür,把塔木児）：1466年-1472年11月
11. 忠順王ハンシン（Qanšin,罕慎）：1472年11月-1488年
12. 忠順王エンケ・ボラト（Engke Bolad,奄克孛剌）：1488年-1497年12月
13. 忠順王シャンバ（Šamba,陝巴）：1492年2月-1493年4月、1497年12月-1505年10月
14. 忠順王バヤジット（Beyazıt,拝牙即）：1505年10月-1513年8月